# Kitzingen
Kitzingen là một đô thị thuộc huyện Kitzingen trong bang Bayern của nước Đức.

## Thành phố kết nghĩa
- - Montevarchi, Ý
- - Prades, Pyrénées-Orientales, Pháp